# Scheepvaarttunnel

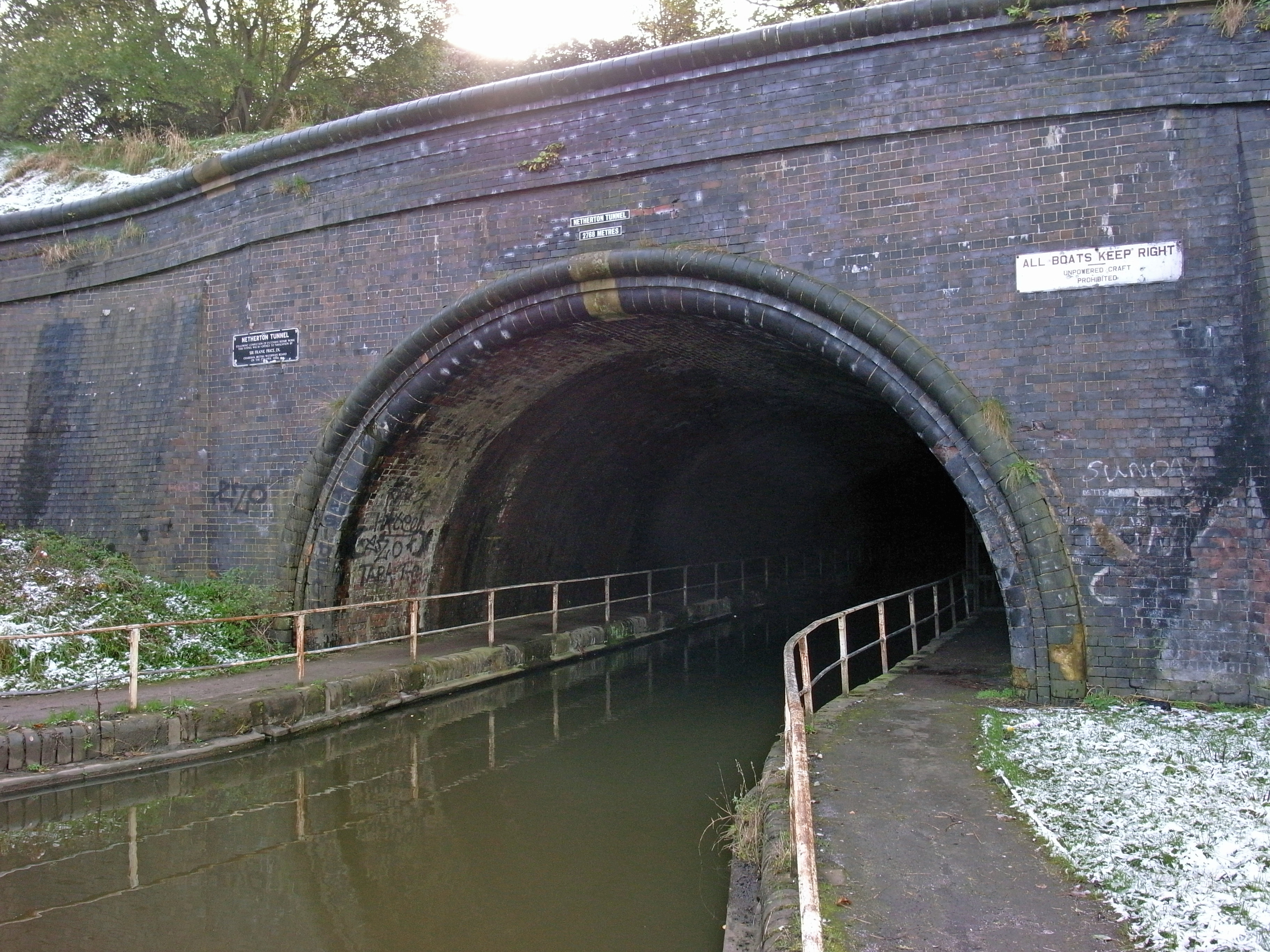
Netherton tunnel, Engeland

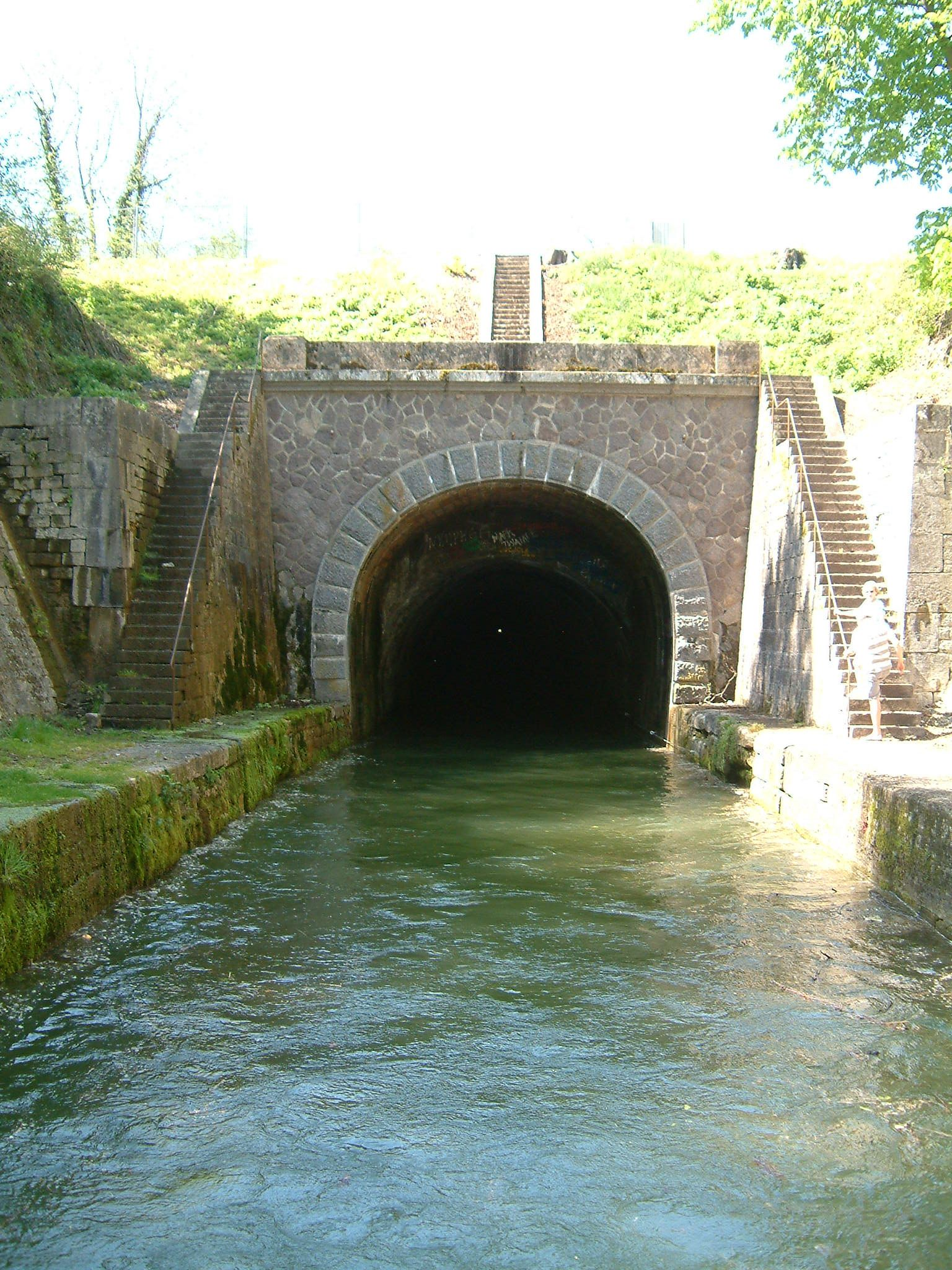
Canal de Bourgogne, Frankrijk

Een scheepvaarttunnel is een tunnel voor de scheepvaart, die veelal wordt gebruikt om de waterscheiding tussen twee rivierbekkens te overwinnen. Sluizen vormen op zulke plaatsen geen oplossing omdat een sluis veel water nodig heeft, wat op een waterscheiding niet echt voorhanden is.
In Frankrijk zijn 35 van deze scheepvaarttunnels, waarvan vele nog in gebruik zijn. Ook in het Verenigd Koninkrijk zijn tientallen scheepvaarttunnels. In België zijn nog vier van deze tunnels, waarvan geen enkele meer in gebruik is. In Duitsland is er de Weilburger Schiffstunnel, in de Verenigde Staten is er de Paw Paw Tunnel.

## België
- Tunnel van Godarville (tussen Schelde en Samber)
- Tunnel van La Bête Refaite (tussen Schelde en Samber)
- Tunnel van Bernistap (tussen Maas en Moezel)
- Souterrain Zwevegem-Moen (tussen Schelde en Leie)

## Duitsland
- Weilburger Schiffstunnel

## Frankrijk
- Tunnel van Riqueval
- Tunnel van Mauvages (tussen Marne en Rijn)
- Tunnel van Malpas (Canal du Midi)
- Tunnel van Arzvillers
- Tunnel van Rove
- Tunnel van Roubaix (tussen Schelde en Leie)
- Tunnel van het Bourgondisch Kanaal
- Tunnel van Ham-sur-Meuse
- Tunnel van Revin
- Tunnel van Saint-Aignan
- Tunnel van Mont-de-Billy
- Tunnel van Balesmes
- Tunnel van St Maur
- Tunnel van Chalifert
- Tunnel van Braye-en-Laonnois
- Tunnel van Bellicourt

## Noorwegen
- Scheepstunnel van Stad (bouw gepland, omzeilt het moeten varen rond het schiereiland Stad)

## Verenigd Koninkrijk
- Berwick Tunnel
- Blisworth Tunnel
- Braunston Tunnel
- Bruce Tunnel
- Butterley Tunnel
- Chirk Tunnel
- Crick Tunnel
- Dudley Tunnel
- Drakeholes Tunnel
- Falkirk Tunnel
- Greywell Tunnel
- Harecastle Tunnels
- Hollingwood Common Tunnel
- Husbands Bosworth Tunnel
- Hyde Bank Tunnel

- Islington Tunnel
- Lapal Tunnel
- Lisson Grove Tunnel
- Lord Ward's Tunnel
- Maida Hill Tunnel
- Norwood Tunnel
- Netherton Tunnel
- Roughcastle Tunnel
- Saddington Tunnel
- Sapperton Canal Tunnel
- Shrewley Tunnel
- Standedge Canal Tunnel
- Whitehouse Tunnel
- Woodley Tunnel

## Verenigde Staten
- Paw Paw Tunnel